# 黎堅惠
黎堅惠（Winifred Lai）（1968年3月16日—2014年3月11日）本名黎惠儀，是香港跨媒體文化人，專長評論潮流文化。

## 簡歷
黎堅惠在香港出生及長大，祖籍廣東省順德市.
15歲開始寫樂評，1989年香港大學文學院的比較文學系畢業。
大學畢業後於《號外》雜誌做編輯，其後成為香港年輕人時裝雜誌《Amoeba》的總編輯。她曾任唱片封套形象顧問、電台DJ、電影和廣告服裝指導，亦為不少廣告、 MTV作美術指導及形象顧問。
她亦曾替羅大佑的「音樂工廠」工作九個月，還有替某機構發展電腦網頁。
曾主力文字寫作，文章散見於香港及中國各大報章雜誌。
2014年3月11日證實因乳癌惡化離世，終年46歲。
黃偉文證實黎堅惠是薛凱琪主唱的《奇洛李維斯回信》中的主角，她曾多次寫信予偶像麥當娜，人人也取笑她，但最後卻真的得到麥當娜親筆回信。2024年3月11日死忌當日，還特意在IG上刊登昔日合照懷念故友。。

## 家庭
黎堅惠曾與歌手露雲娜前夫、攝影師黃永熹結婚，育有一子，離婚後獨力照顧兒子。

## 工作

### 過往工作
- 《號外》時裝編輯
- 1998年新城997節目主持《HELLO WINI》（星期日2-4pm）
- 《Amoeba》總編輯
- Izzue.com總編輯
- 音樂工廠

### 著作
- 陳珊妮、袁智聰、黃耀明、黎堅惠、王雙駿、黃家強、林哲儀、朱約信、林暐哲、葉雲甫. . 商周出版. 1999. ISBN 9576675197.
- 黎堅惠. . 皇冠文化. 2000. ISBN 9628594966.
- 黎堅惠. . 三聯書店（香港）. 2007年10月. ISBN 9789620427022.
- 黎堅惠. . 三聯書店（香港）. 2010年10月.

### 專欄
- 《Love@Winifred（页面存档备份，存于）》·東Touch
- 《Love@Winifred》·蘋果日報
- 《W for Wear（页面存档备份，存于）》·蘋果日報
- Jet
- 明報周刊
- 東方日報
- 太陽報
- 飲食男女

## 外部連結
- 個人部落格（页面存档备份，存于）
- Facebook頁面
- 黎堅惠的新浪微博